# Rue Paul-Saunière
La rue Paul-Saunière est une rue de Paris, France, située dans le 16e arrondissement, quartier de la Muette.

## Situation et accès

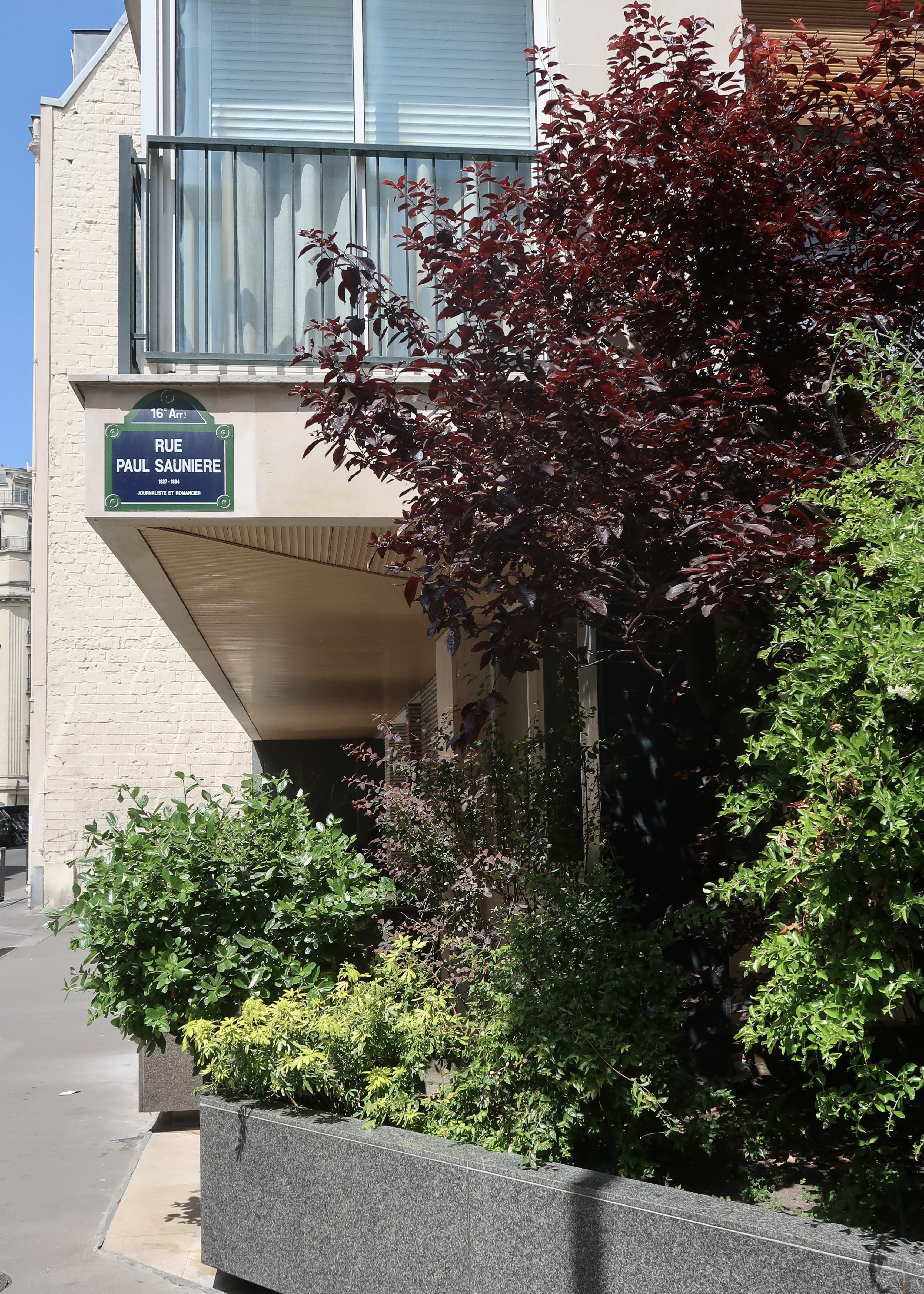

La rue Paul-Saunière est une voie publique située dans le 16e arrondissement de Paris. Elle débute au 20, rue Nicolo et se termine au 13, rue Eugène-Manuel. C'est une petite rue longue 73 m.

## Origine du nom

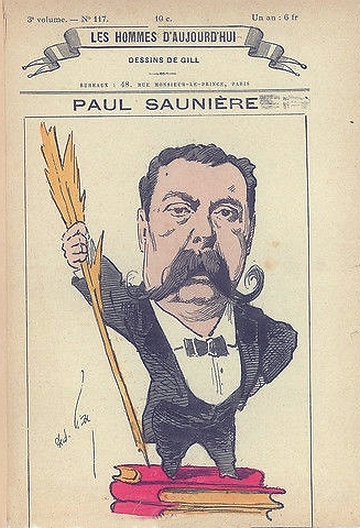
Paul Saunière, caricature d'André Gill pour Les Hommes d'aujourd'hui, 1880.

Elle a été nommée ainsi en l'honneur du romancier Paul Saunière (1827-1894), qui fut le secrétaire d'Alexandre Dumas, le père des Trois Mousquetaires. Sous sa direction, il apprit les techniques des romans d'aventure : action débridée, mystères, rebondissements, dialogues pittoresques. C'est ainsi qu'il devint un auteur à succès, digne successeur de son maître et ami.

## Historique
Cette voie est ouverte sous sa dénomination actuelle en 1903 et est classée dans la voirie parisienne par un décret du 26 janvier 1911.

## Bâtiments remarquables et lieux de mémoire
- Nos 1, 3, 5, 7, 2 (au coin du 15, rue Eugène-Manuel) et 4, en pierre de taille : immeubles construits par l'architecte Léon Doinet, en 1907, dont le nom est gravé en façade (on peut voir d'autres constructions du même architecte rue Eugène-Manuel).
- No 1 : consulat du Nicaragua dans les années 1920[3].